# Ernest William Hobson
Ernest William Hobson   (Derby, 27 d'octubre de 1856 - Cambridge, 19 d'abril de 1933) va ser un matemàtic anglès, professor de la Universitat de Cambridge.

## Vida i Obra
El seu pare era l'editor i propietari del periòdic Derbyshire Advertiser i també molt actiu en els afers de la política local. El seu germà, John A. Hobson, va ser un economista reconegut. Després d'estudiar per breu temps al Royal College de Londres, va ingressar el 1878 al Christ's College de la universitat de Cambridge on, sota la direcció d'Edward John Routh, es va graduar el 1878 com senior wrangler. Aquest mateix any va ser nomenat fellow del Christ's College. El 1883 va passar a ser professor de matemàtiques de la universitat de Cambridge. A partir de 1904, i fins a la seva jubilació poc abans de morir, es va fer càrrec de les càtedres de matemàtiques i de física teòrica.
La producció científica de Hobson va ser molt tardana: El primer dels seus cinc llibres, Trigonometry, es va publicar el 1891. El van seguir, Squaring the Circle (1913), Theory of Functions of a Real Variable (1926) i Spherical and Ellipsoidal Harmonics (1931).